# Mark Ulano
Mark Ulano (Nova Iorque, 12 de agosto de 1954) é um sonoplasta estadunidense. Venceu o Oscar de melhor mixagem de som na edição de 1998 por Titanic, ao lado de Gary Rydstrom, Tom Johnson e Gary Summers.